# 4781 Sládkovič
A 4781 Sládkovič (ideiglenes jelöléssel 1980 TP) a Naprendszer kisbolygóövében található aszteroida. Zdenka Vávrová fedezte fel 1980. október 3-án.